# St. Johannis-Harvestehude

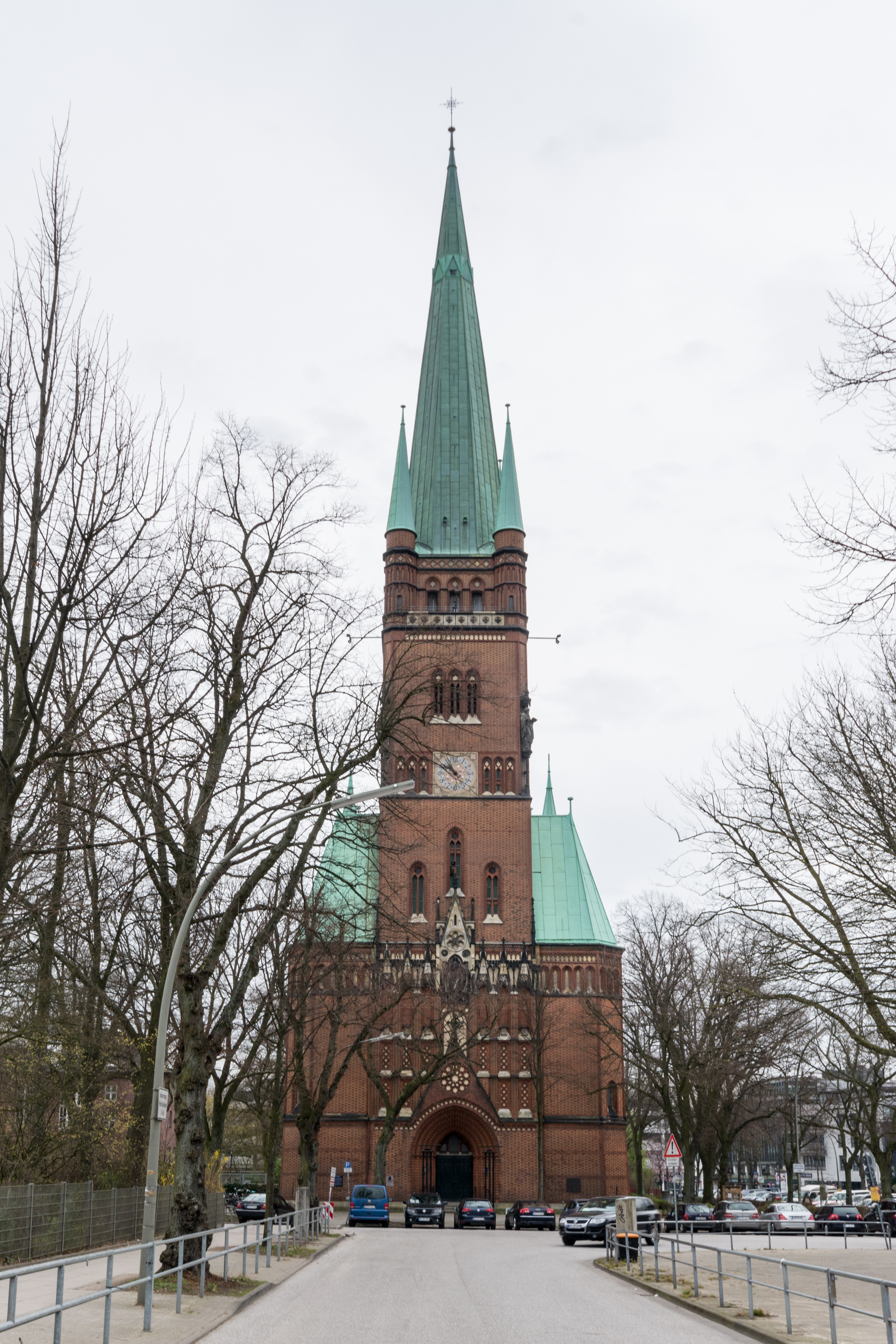
St. Johannis-Harvestehude vom Turmweg aus

St. Johannis-Harvestehude ist eine evangelisch-lutherische Kirche in Hamburg. Sie wurde 1880 bis 1882 von Wilhelm Hauers im Stil der Neugotik erbaut. Sie ist in Architektur und künstlerischer Ausstattung weitgehend original erhalten bzw. restauriert. Aufgrund der heutigen Stadtteilgrenzen befindet sich die Kirche im Stadtteil Rotherbaum, nicht Harvestehude.

## Geschichte
Das Dorf Harvestehude lag vor dem Hamburger Dammtor und gehörte im Mittelalter zum Landbesitz des Zisterzienserinnenklosters Jungfrauental. Die Einwohner waren im Eppendorfer Kirchspiel eingepfarrt. Im Zuge der Reformation wurden die Nonnen in das aufgegebene Dominikanerkloster St. Johannis in der Innenstadt umgesiedelt. Das Vermögen des Klosters wurde einer von zwei Senatoren verwalteten Klosterstiftung übertragen.
Die Gegend vor dem Tor an der Alster war bei wohlhabenden Hamburger Bürgern beliebt für die Anlage von Gärten und Sommerhäusern. Nach dem Hamburger Brand 1842 begannen die Ersten dauerhaft ins Landgebiet zu ziehen. Schon 1850 wurde der Ruf nach einer eigenen Kirche laut, und es wurde mit der Sammlung von Spenden begonnen. 1859 gründete sich ein „provisorisches Comité für die Erbauung einer Kirche vor dem Dammthor“, das bereits 1864 einen Bauplatz für eine Kapelle ausgewiesen hatte, und versprach, für das Gehalt des Geistlichen selbst aufzukommen.
Nach der Aufhebung der Torsperre und der Einbeziehung des Landgebiets in den Hamburger Zollbezirk im Jahr 1860 begann dann ein stürmisches Wachstum der Dörfer im Hamburger Umland. Zur St.-Johannis-Kirche in Eppendorf gehörten 1872 rund 18.000 Gemeindeglieder und 1879 bereits über 40.000, für die es nur eine kleine Dorfkirche und einen Pastor gab. 1874 wurden Eppendorf, Harvestehude und Rotherbaum zu Hamburger Vororten und der städtischen Verwaltung unterstellt.
Trotz der Trennung von Kirche und Staat durch die Hamburger Verfassung von 1860 und der am 9. Dezember 1870 erlassenen Verfassung der evangelisch-lutherischen Kirche im Hamburgischen Staate änderte sich das System der Pastorenbesoldung nur langsam. Diese hatte in den Kirchspielen der Landherrenschaft fast ausschließlich auf dem Pfarrland und den 1875 abgeschafften Stolgebühren beruht, so dass die Einrichtung einer neuen Pfarrstelle zu einem erheblichen Einkommensverlust des Eppendorfer Pastors geführt hätte, weshalb der Amtsinhaber August Faaß sich trotz der Arbeitsüberlastung in der großen Gemeinde und des Versprechens des Harvestehuder „Comités“, zur Bezahlung ihres Pastors beizutragen, dagegen wehrte.
Am 27. Januar 1879 beschloss der aus dem „Comité“ hervorgegangene Kirchenrat die Gründung einer eigenen Kirchengemeinde und wählte den ersten Kirchenvorstand, dessen Vorsitz der Senator und spätere Bürgermeister Johann Georg Mönckeberg innehatte. Mönckeberg war zugleich Kirchenpatron der Eppendorfer St.-Johannis-Kirche. Der neue Kirchenvorstand wählte aus sieben Vorschlägen den Entwurf des Architekten Wilhelm Hauers zur Realisierung aus. Da das „Comité“ bereits die Grundstücksfragen mit der Stadt geklärt hatte und Kapital zur Verfügung stellen konnte, war es möglich, die Bauarbeiten in den Jahren 1880 bis 1882 zügig durchzuführen. Nach Fertigstellung der Kirche wurde die neue Gemeinde 1882 aus dem Eppendorfer Kirchspiel ausgegliedert. Sie wählte sich ihren Namen in Anlehnung an die Mutterkirche und in Erinnerung an das St.-Johannis-Kloster, zu dessen Klosterland Harvestehude gehört hatte. Die Gemeinde fühlte sich diesem Kloster auch deshalb verbunden, weil der Hamburger Senat zum Bau der Kirche 100.000 Goldmark aus dem 1860 in den Besitz der Stadt übergegangenen Stiftungsvermögen des ehemaligen Klosters gegeben hatte. Die restlichen Baukosten (270.000 Mark) und die gesamte Ausstattung wurden durch Spenden der Gemeindemitglieder aufgebracht.
Die stilistisch wegweisende Kirche dieser Zeit ist St. Johannis in Altona. Gebaut hatte sie 1872 Johannes Otzen. Hauers und Otzen waren Schüler von Conrad Wilhelm Hase. Sie folgten dessen historisierendem Stil der „Hannoverschen Schule“, deren Kennzeichen die gotisierende Formensprache mit Wandflächen aus farbigen, teils glasierten Ziegeln, mannigfaltigen Formziegeln, schmückenden Bauelementen aus Sandstein, Fialgiebeln und bewegten Dachlandschaften ist. Etliche Kirchen dieser Epoche wurden von den daraus resultierenden konstruktiven und stilistischen Elementen geprägt.
Am 1. Oktober 1882 wurde die St.-Johannis-Kirche eingeweiht und mit Otto Weymann der erste Pastor in sein Amt eingeführt. Die neue Kirchengemeinde umfasste schon bei ihrer Gründung fast 20.000 Gemeindeglieder, weshalb 1907 die Andreaskirche im Stadtteil Harvestehude errichtet und die St.-Johannis-Gemeinde geteilt wurde.

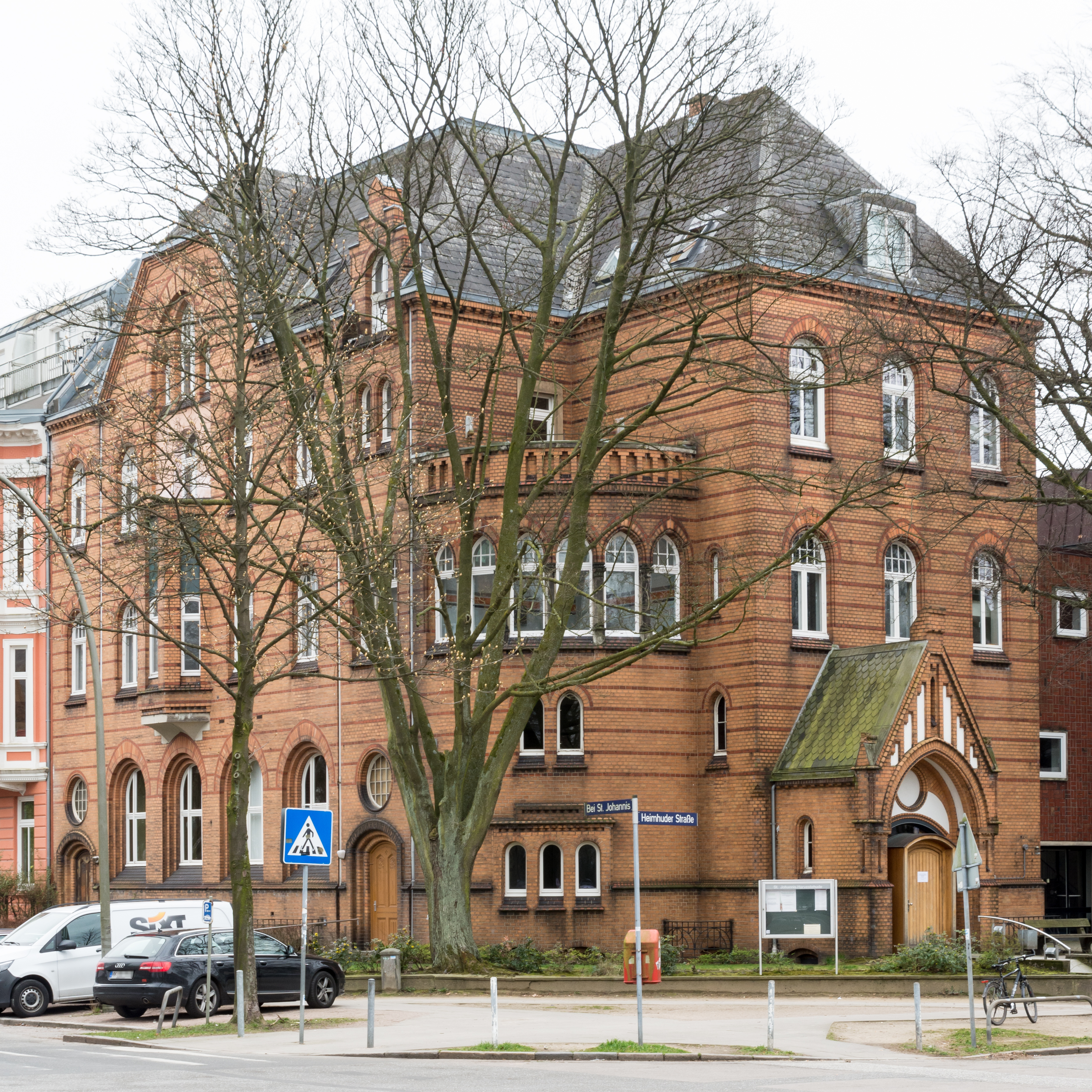
Gemeindehaus an der Ecke Heimhuder Straße / Bei St. Johannis

Von 1907 bis 1908 wurde nach Entwürfen von Hugo Groothoff das Gemeindehaus errichtet, das sich südlich vom Kirchenschiff befindet, davon getrennt durch die Straße Bei St. Johannis. Das Gemeindehaus hat drei Vollgeschosse und nimmt neben dem Gemeindesaal eine Dienstwohnung auf.
St. Johannis-Harvestehude war eine der wenigen Kirchen Hamburgs, die den Zweiten Weltkrieg unbeschädigt überstanden. 1961 wurde neben dem bestehenden Gemeindehaus ein Erweiterungsbau nach Entwürfen von Joachim Matthaei eingeweiht, in dem unter anderem eine Kindertagesstätte und weitere Dienstwohnungen untergebracht sind. Ab den 1970er Jahren entwickelte sich die Kirche unter dem Organisten und späteren Kirchenmusikdirektor Claus Bantzer zu einem Zentrum des Kirchenmusiklebens in Hamburg.
1982 bezeichnete sich die Kirchengemeinde St. Johannis-Harvestehude in einer Stellenausschreibung als „überwiegend hanseatisch-konservativ geprägt“. Die Gemeinde zählte 7000 Mitglieder und betrieb ein Kindertagesheim mit 100 Plätzen, ein Altenheim und eine Diakoniestation. 1983 wurde das Kirchenhaus unter Denkmalschutz gestellt.

## Pastoren
- 1882–1903: Otto Weymann
- 1892–1899: Adolf Bernitt
- 1897–1928: John Nicolassen
- 1904–1912: August Cordes
- 1912–1947: Johannes Reinhard
- 1928–1967: Walter Dittmann
- 1947–1950: Hagen Staack
- 1949–1959: Hugo Linck
- 1950–1953: Max Behrmann
- 1953–1976: Helmut Lang
- 1958–1966: Werner Krause
- 1961–1965: Olaf Lingner
- 1966–1972: Martin Hennig
- 1967–1973: Richard Blonski
- 1973–1977: Ulrich Wehr
- 1974–1981: Albrecht Nelle
- 1977–1985: Ilse Hass
- 1984–1995: Klaus Reblin
- 1985–1991: Thomas Beckershaus
- 1991–2016: Birgitta Heubach-Gundlach
- 1991–2001: Thies Gundlach
- 1997–2001: Ulrike Murmann
- 2002–2003: Frie Bräsen
- 2004–2009: Christoph Römhild
- 2010–2019: Constantin Gröhn
- Seit 2017: Claudia Tietz[14]
- Seit 2020: Andrea Busse[14]

## Architektur und Ausstattung
Der Architekt Wilhelm Hauers entwarf die Kirche nach den Vorschriften des Eisenacher Regulativs von 1861. Es ist eine fast bis ins letzte Detail geschlossene Komposition neugotischen Kunstempfindens. Dazu gehören unter anderem die Kirchenbänke, Stühle, Lesepulte, der Orgelprospekt, der Terrazzo-Fußboden und die Deckengemälde. Die St.-Johannis-Kirche ist eines der am besten erhaltenen Hamburger Baudenkmäler dieser Epoche. In der Geschlossenheit der Konzeption nimmt sie unter den neugotischen Gotteshäusern in Deutschland eine besondere Stellung ein.

### Altar

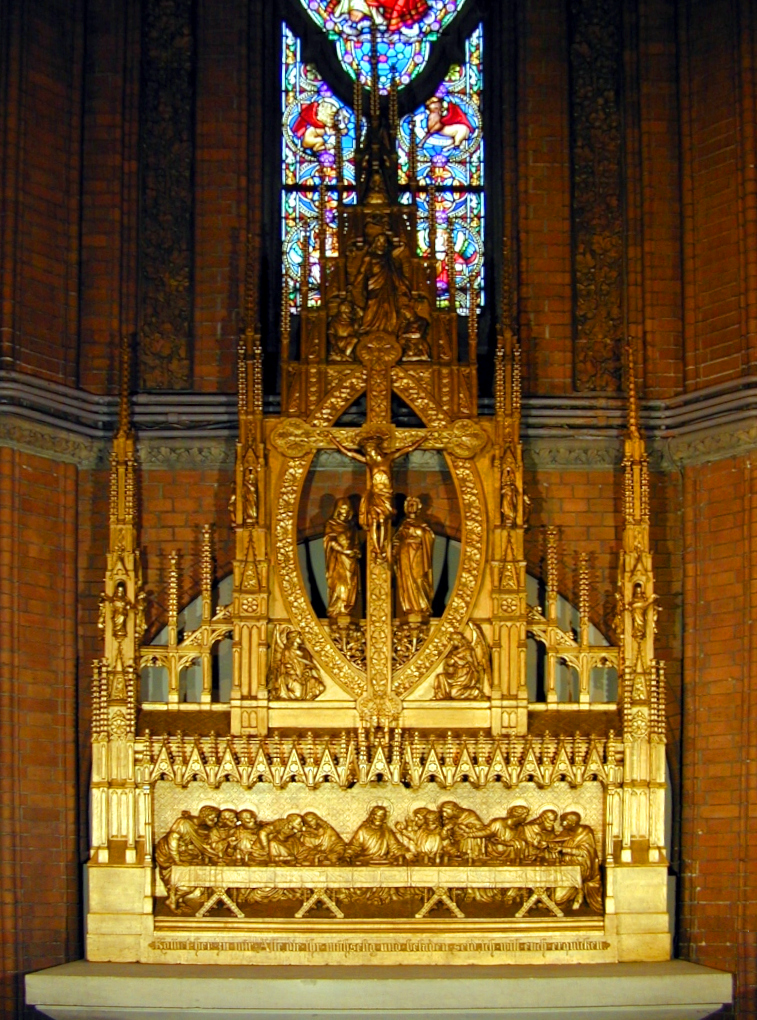
Altar in St. Johannis-Harvestehude

In dieser Kirche ist alles auf die Christus-Darstellungen und den holzgeschnitzten vergoldeten Altar ausgerichtet. Der Altar, eine Arbeit des Hamburger Bildhauers Fritz Neuber (1837–1889), zeigt Christus dreimal:
- in der Nachgestaltung des Heiligen Abendmahls von Leonardo da Vinci mit dem Untertitel „Kommet her zu mir alle, die ihr mühselig und beladen seid, ich will euch erquicken“ (Matthäus-Evangelium 11,28),
- über dem Abendmahlsbild in einer Kreuzigungsgruppe, umgeben von einer Mandorla: Neben dem Kreuz stehen links Maria, rechts Johannes – der einzige Jünger, der Christus bis ans Kreuz gefolgt ist.
- am Giebel des Altars in Gestalt des auferstandenen und erhöhten Christus.

Im Kirchenfenster oberhalb des Altars erscheint Christus als himmlischer Herrscher. Er hält in der einen Hand das Buch des Lebens, in der anderen zwei Schlüssel, Zeichen für die Macht über Himmel und Hölle.

### Weitere Ausstattung
Für St. Johannis Harvestehude hat der Bildhauer Aloys Denoth 1892 zwei Engel in Adorantenhaltung geschaffen. Sie standen ursprünglich auf Altarschranken links und rechts neben dem Hochaltar. Nach der Entfernung der Altarschranken wurden sie in der Vorhalle aufgestellt. Denoth fertigte auch zwei der sieben Reliefmedaillons an den Pfeilern im Zentralraum: Auf der Nordseite „Die Rückkehr des Tobias“ (Tob 5,14), gegenüber „Die Auferweckung der Tabita (= Tabea) durch Petrus“ (Mt. 5,7). Sie zeichnen sich durch besonders lebendige Darstellung aus.
Der Bildhauer Joseph Struber schuf ein Medaillon, die „Geschichte vom barmherzigen Samariter“ (Lk 10,37). Die vier anderen Medaillons sind von Fritz Neuber, nämlich: „Die Auferweckung der Tochter des Jairus durch Jesus“ (Mk 5,41), „die Verkündigung Mariä“ (Lk 1,28), „die Geburt Jesu“ (Lk 2,14) und „die Befreiung des Paulus und des Silas aus dem Gefängnis“ (Apg 16, 30–31).
In der Vierung befinden sich weit oben in Nischen Vollskulpturen der zwölf Apostel: Matthäus (hier ‚Mathaeus’ geschrieben), Paulus, Judas Thaddäus, Jakobus der Ältere, Andreas, Bartholomäus, Simon, Johannes, Jakobus der Jüngere, Thomas, Petrus und Philippus. Andreas wurde als Muster zum Einwerben von Spenden 1882 geschaffen, die anderen Apostelfiguren stammen aus dem Jahr 1893.
Die Kirche hatte zunächst einen schlichten Taufstein aus Sandstein. 1892 stiftete der Kirchenvorsteher Ludwig Böhl das Taufbecken aus schwedischem Marmor, das Engelbert Peiffer herstellte. Auf der Wandung steht „Lasset die Kindlein zu mir kommen und wehret ihnen nicht“ (Mk 10,14 ).
Ein kleines Bronzerelief befindet sich im Chor, am ersten Pfeiler links. Es ist ein Nachguss der „Geißelung Christi“ von Giambologna. Er hatte es 1585 als eines von acht Reliefs für die Grimaldi-Kapelle in Genua geschaffen.
Die Deckenmalerei im Chor, fünf singende Engel, stammt vom Kirchenmaler Hermann Schmidt. Er malte 1887 die ganze Kirche aus. Im Lauf der Zeit änderte sich der Geschmack, man übertünchte die Malereien. Die Chorbemalung wurde 1973 wieder freigelegt und restauriert.

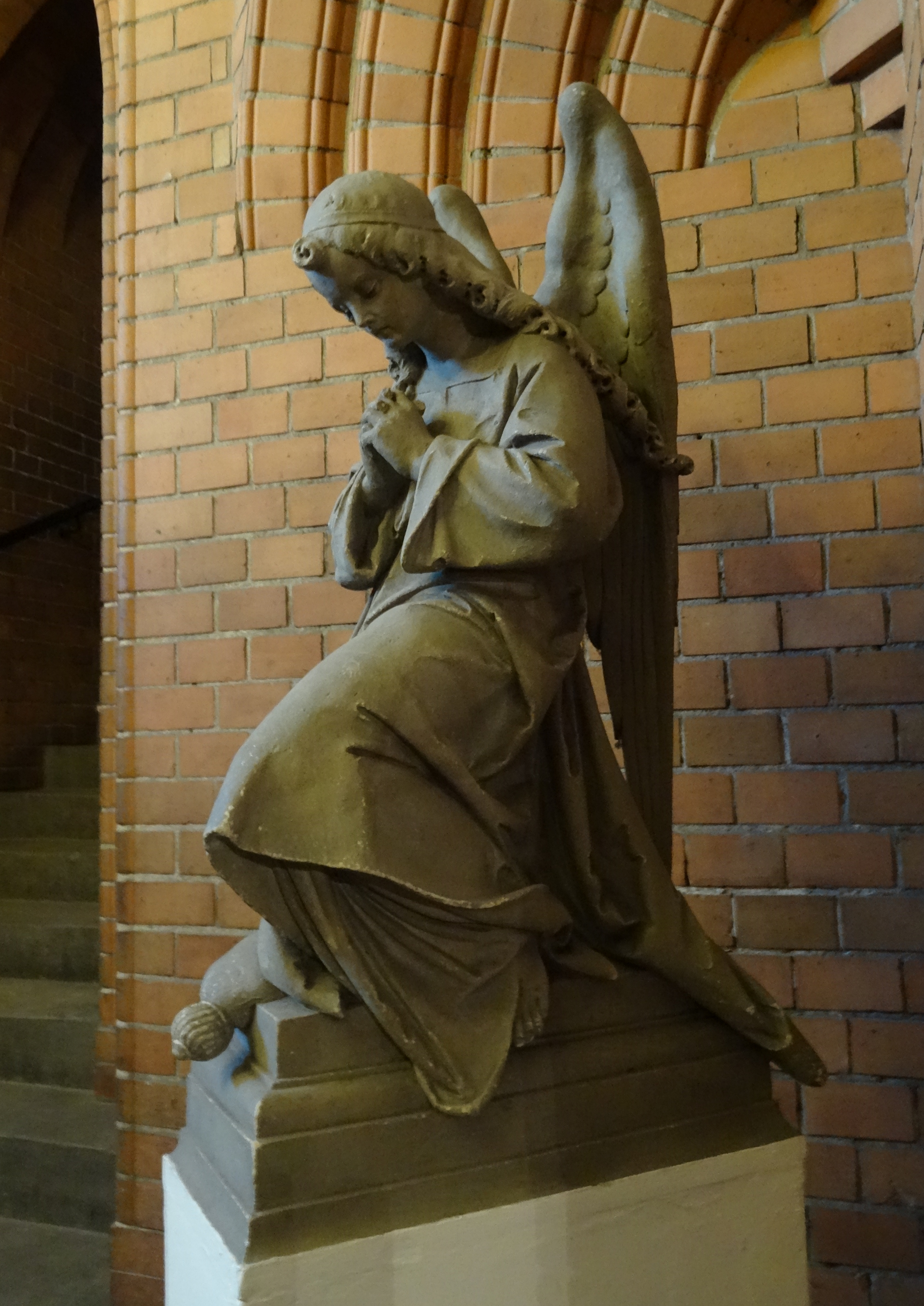
Engel von Aloys Denoth (links)
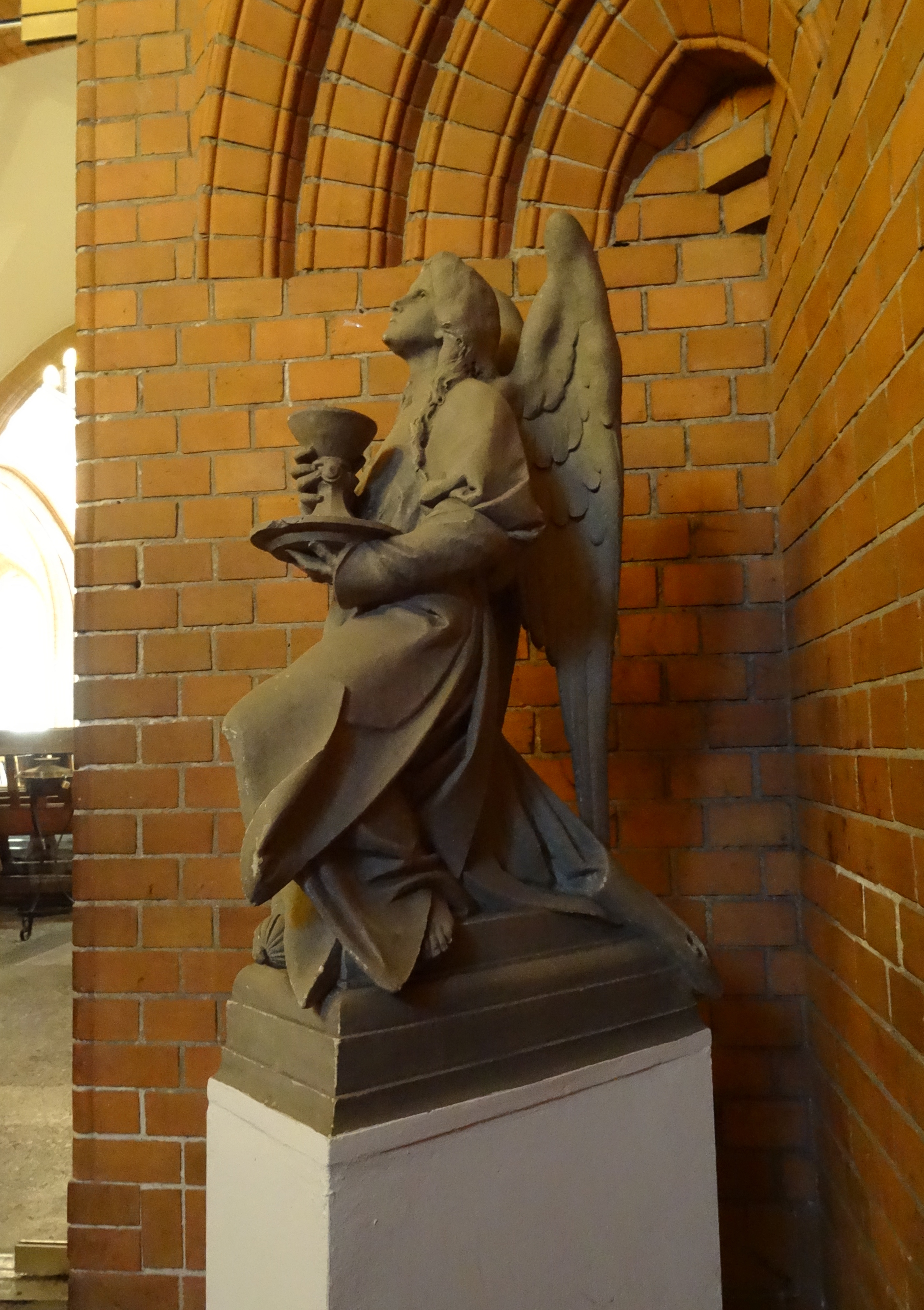
Engel von Aloys Denoth (rechts)
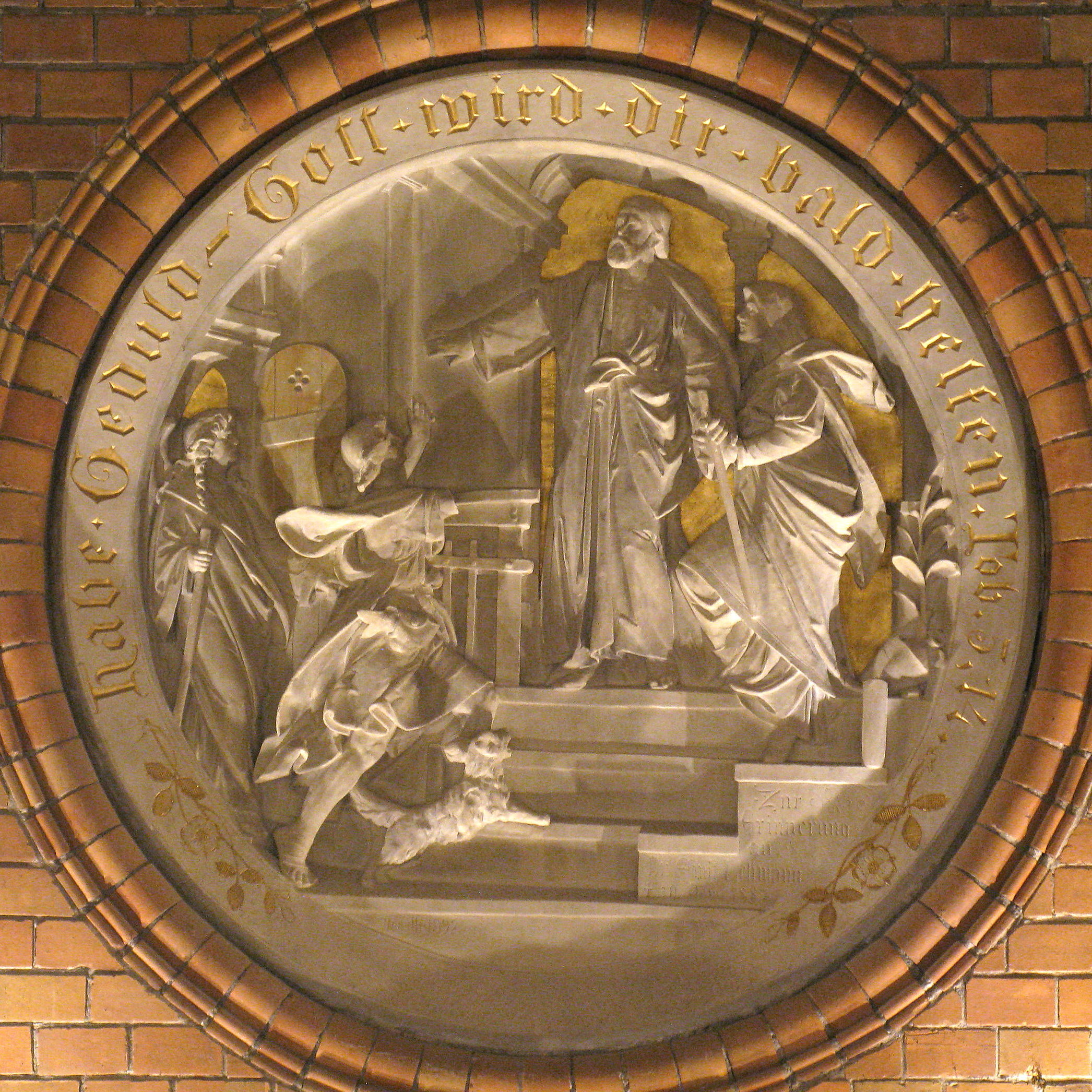
Denoth: Die Rückkehr des Tobias
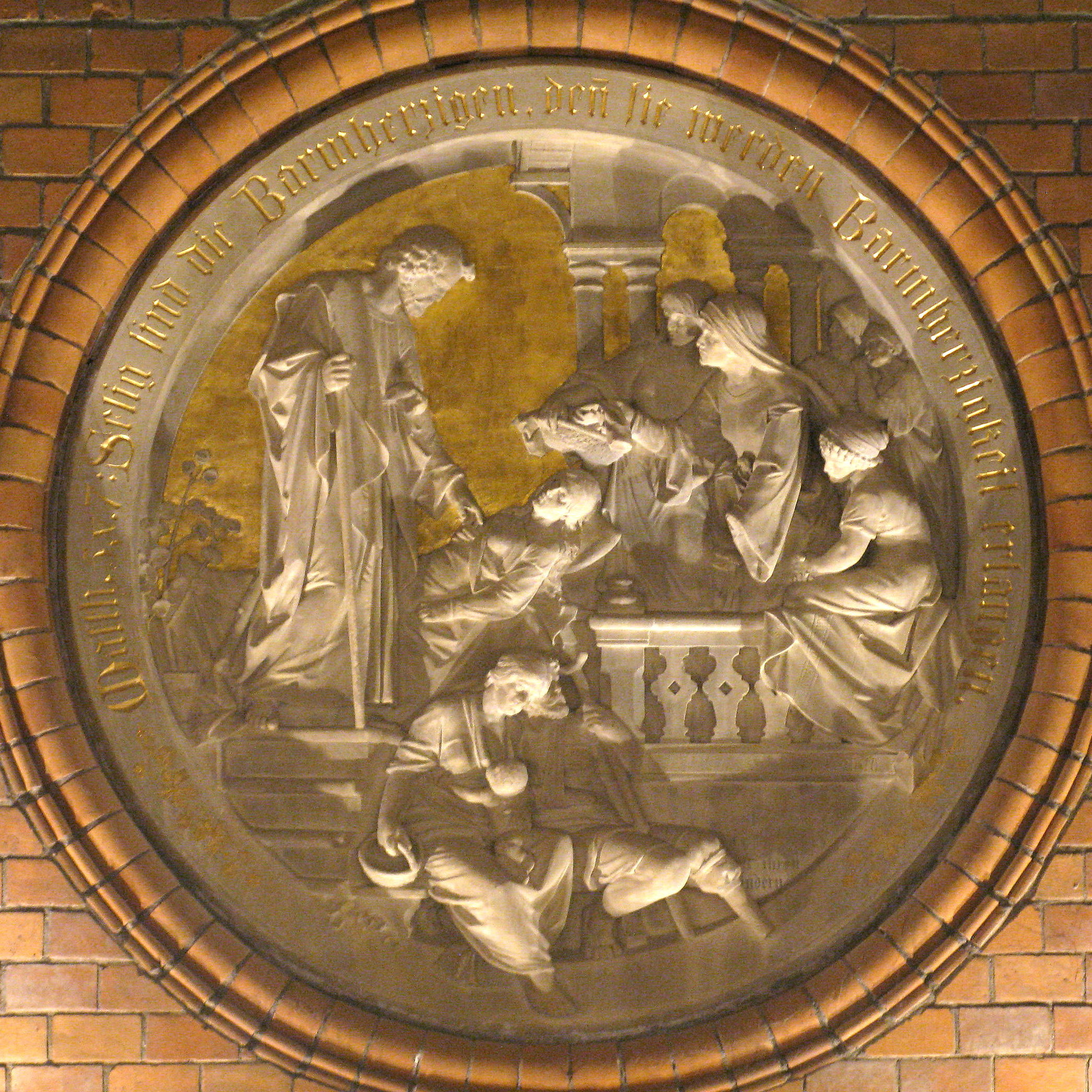
Denoth: Die Wiedererweckung der Tabita durch Petrus
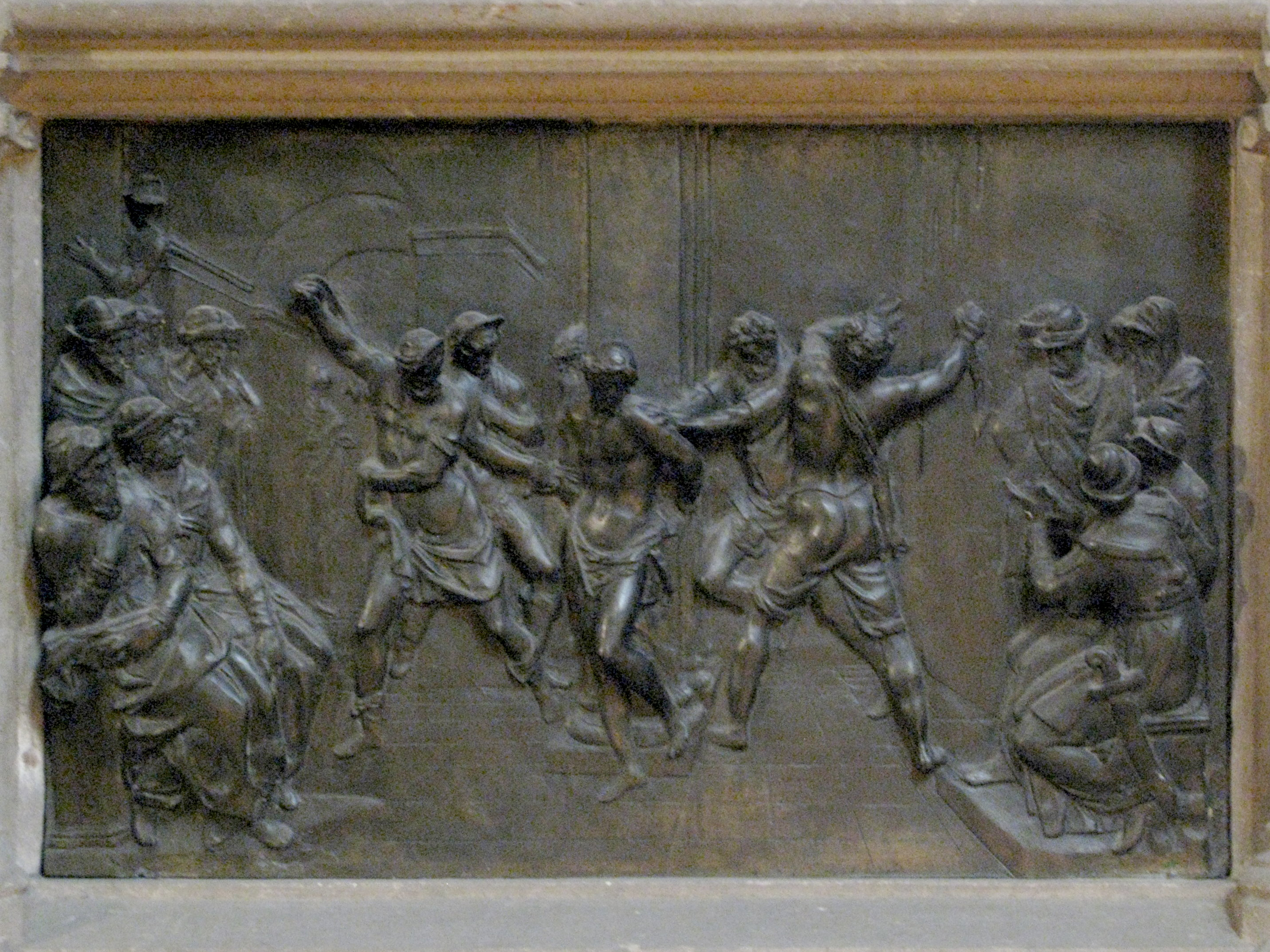
Bronzerelief von Giambologna: Geißelung Christi

### Glasmalerei

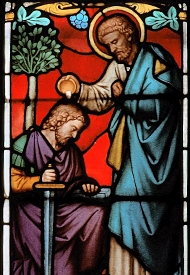
Kirchenfenster Taufdarstellung

Die Entwürfe für die in einer Innsbrucker Werkstatt erstellten Glasfenster stammen aus dem Kreis des bekannten „Nazareners“ Julius Schnorr von Carolsfeld. Sie sind durch zusätzliche Außenfenster geschützt.
Die Glasmalereien zeigen Bilder aus der biblischen Geschichte. Im Kirchenschiff stehen sich Motive aus dem Alten Testament (auf der Nordseite) passenden Motiven aus dem Neuen Testament gegenüber: Das „verlorene Paradies“ korrespondiert mit dem „künftigen Paradies“ aus der Offenbarung; „Abrahams Opfer“ mit der „Taufe des Cornelius“ (beides sind Glaubensthemen); „Mose und Aaron“ mit der „Bekehrung des Paulus“ (Gottes Gesetz und Jesu Gebot). Im Zentralbau stehen sich das Weihnachtsfenster und das Pfingstfenster gegenüber.
Im Chor werden Stationen aus dem Leben Christi dargestellt: „Taufe Jesu durch Johannes“, „Christus in Gethsemane“, in der Mitte folgt der thronende himmlische Christus, dann folgen „Auferweckung des Lazarus“ und „Gespräch mit der Samariterin am Brunnen“.

### Glocken

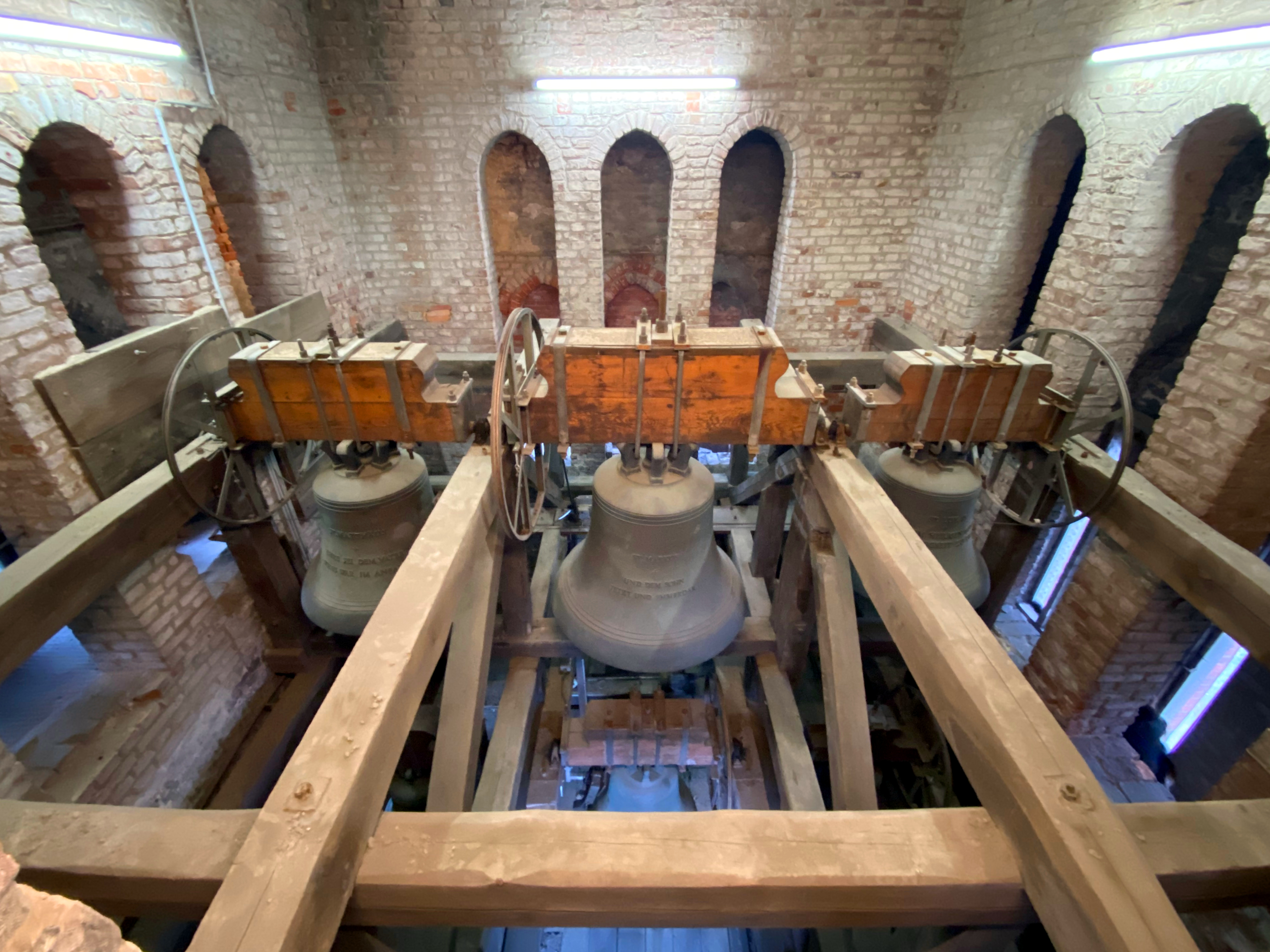
Matthäus, Markus, Lukas (von links nach rechts)

Ursprünglich hatte die Kirche Glocken aus Bronze, die im Ersten Weltkrieg im Zuge der „Metallspende des deutschen Volkes“ eingeschmolzen wurden. Nach Kriegsende wurden als Ersatz drei Glocken aus Stahl gegossen.
1990 wurden vier neue Bronzeglocken gegossen, eine der alten Stahlglocken steht noch im Freien vor dem Südeingang der Kirche. Die vier großen Glocken sind nach den vier Evangelisten benannt. 1993 folgten zwei weitere, kleine Glocken mit den Frauennamen Maria und Sarah, letztere in Erinnerung an die ermordeten und vertriebenen Bewohnerinnen des benachbarten Grindelviertels. Die neuen Glocken sind eine Oktave höher als das Geläut von St. Nikolai am Klosterstern gestimmt, so dass sich bei Überlagerung der Glockentöne in der Nachbarschaft kein Missklang einstellt.
Die sechs neuen Glocken wurden von der Glockengießerei Bachert in Heilbronn gegossen. Neben dem Namen der Heiligen, denen die jeweilige Glocke gewidmet ist, sind die Glocken mit dem Text des Gloria Patri beschriftet. Der Text ist in zwei Zeilen auf die vier großen Glocken verteilt: „Ehre sei dem Vater / und dem Sohn / und dem heiligen Geist / wie es war im Anfang / jetzt und immerdar / und von Ewigkeit zu Ewigkeit / Amen Amen Amen“.
| Nr. | Schlagton | Gewicht (kg) | Gussjahr | Inschrift                                                         |
| --- | --------- | ------------ | -------- | ----------------------------------------------------------------- |
| 1   | e1        | 1200         | 1990     | ST. MARKUS / UND DEM SOHN / JETZT UND IMMERDAR                    |
| 2   | g1        | 710          | 1990     | ST. LUKAS / UND DEM HEILIGEN GEIST / UND VON EWIGKEIT ZU EWIGKEIT |
| 3   | a1        | 500          | 1990     | ST. MATTHÄUS / EHRE SEI DEM VATER / WIE ES WAR IM ANFANG          |
| 4   | c2        | 350          | 1990     | ST. JOHANNES / AMEN AMEN AMEN                                     |
| 5   | d2        | 250          | 1993     | SARAH                                                             |
| 6   | e2        | 200          | 1993     | MARIA                                                             |

### Orgel

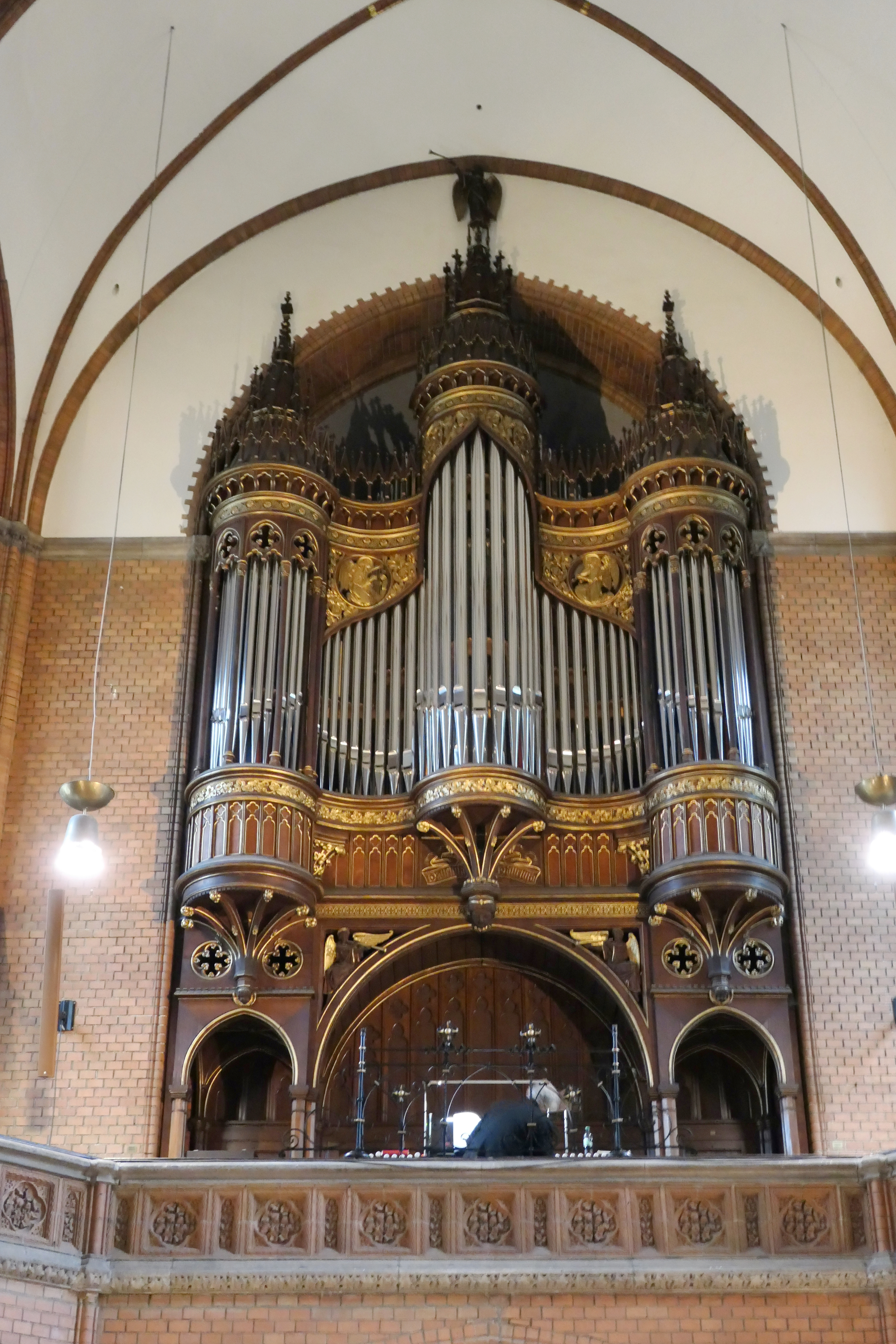
Marcussen-Mühleisen-Orgel in St. Johannis-Harvestehude (2019)

Die Orgel geht zurück auf ein Instrument aus der Zeit der Erbauung der Kirche. 1882 errichtete die Firma Marcussen & Søn aus Apenrade (Abenrå, Dänemark) ein zweimanualiges Werk mit 27 klingenden Stimmen. Ebenfalls 1882 war die Orgelverkleidung von dem Holzbildhauer Heinrich Walldorf sen. geschaffen worden. Die Orgel wurde 1925 durch die Firma Rother (Hamburg) und 1933 durch die Firma P. Furtwängler & Hammer (Hannover) umgebaut und ständig erweitert. Das nunmehr dreimanualige Instrument mit 55 Registern und 3494 Pfeifen (III+P/55) war seitdem ununterbrochen in Benutzung. Nach dem Zweiten Weltkrieg war sie die einzige in Hamburg erhaltene spielbare Konzert-Kirchenorgel. In den 1970er Jahren wurde die Orgel gründlich gereinigt und renoviert. Außerdem wurde von der Firma Willi Peter in Köln im Jahr 1974 ein elektrischer Spieltisch angefertigt. Disposition und Intonation wurden dem Zeitgeist entsprechend weg von einer romantischen hin zu einer neobarocken verändert.
Nachdem die Technik und insbesondere die Elektrik der Orgel abgängig waren, baute die Firma Mühleisen zwischen 2013 und 2015 ein neues Instrument hinter den vorhandenen historischen Orgelprospekt, welches in Anlehnung an den Originalzustand im romantischen Stil disponiert ist. Das Pfeifenmaterial von Marcussen und einiges von Rother wurde restauriert und wiederverwendet. In Fortführung der ursprünglichen Konzeption wurde ein neues Schwellwerk hinter der Orgel errichtet sowie zwei Clarinett-Register als eigenständiges Werk hinzugefügt. Die mechanischen Spiel- und Registertrakturen können zusätzlich elektrisch gesteuert werden, einige Koppeln sind wahlweise mechanisch/elektrisch gebaut. Aufgrund seiner Disposition eignet sich das Instrument insbesondere für romantische Literatur, erlaubt aber auch das Spiel von barocker bis moderner Literatur.
Das neue Instrument hat nun 49 Register zuzüglich sechs Extensionen und Transmissionen auf drei Manualen und Pedal.
Zudem wurde das modulare System „Sinua Castellan“ eingebaut. Dieses fungiert als Setzeranlage mit 3000 Speichern pro Chip, als interner Sequenzer, als Programm zum Erzeugen freier Koppeln und als MIDI-Schnittstelle. Durch die Interaktion mit externen Sequenzerprogrammen und elektronischen Klangerzeugern erlaubt die Orgel neue Formen der Improvisation und Komposition. Das Klarinettenwerk kann frei an alle Manualwerke und das Pedal gekoppelt werden.
| I Hauptwerk C–a3 |       |
| Bourdon          | 16′   |
| Principal        | 08′   |
| Viola da Gamba   | 08′   |
| Flute Harmonique | 08′   |
| Gedackt          | 08′   |
| Octav            | 04′   |
| Rohrflöte        | 04′   |
| Quinte           | 2 ⁄3′ |
| Octav            | 02′   |
| Cornett III      | 2 ⁄3′ |
| Mixtur major     | 02′   |
| Trompete         | 08′   |

| Klarinettenwerk C–a3 |     |
| Bassclarinett (Ext.) | 16′ |
| Clarinett            | 08′ |

| II Positiv C–a3   |       |
| Gedackt           | 16′   |
| Corno di bassetti | 08′   |
| Fugara            | 08′   |
| Rohrflöte         | 08′   |
| Flauto amabile    | 08′   |
| Aeoline           | 08′   |
| Gambette          | 04′   |
| Flöte             | 04′   |
| Cornettino        | 2 ⁄3′ |
| Flautino          | 02′   |
| Mixtur minor      | 02′   |
| Englischhorn      | 08′   |
| Tremulant         |       |

| III Schwellwerk C–a3   |        |
| Salicional             | 16′    |
| Geigenprincipal        | 08′    |
| Koncertflöte           | 08′    |
| Bourdon                | 08′    |
| Salicional             | 08′    |
| Voix céleste           | 08′    |
| Fugara                 | 04′    |
| Traversflöte           | 04′    |
| Nasat                  | 2 ⁄3′  |
| Flageolett             | 02′    |
| Terz                   | 1 3⁄5′ |
| Fourniture IV–V        | 2 ⁄3′  |
| Fagott                 | 16′    |
| Trompette harmonique 0 | 08′    |
| Oboe                   | 08′    |
| Clairon                | 04′    |
| Tremulant              |        |

| Pedalwerk C–f1            |     |
| Untersatz (Ext.)          | 32′ |
| Principal                 | 16′ |
| Violon                    | 16′ |
| Salicet (aus Schwellwerk) | 16′ |
| Subbass                   | 16′ |
| Principal                 | 08′ |
| Cello (Ext.)              | 08′ |
| Gedackt                   | 08′ |
| Octav                     | 04′ |
| Posaune                   | 16′ |
| Fagott (aus Schwellwerk)  | 16′ |
| Trompete                  | 08′ |
| Clarine (Ext.)            | 04′ |

- Sinua Castellan:
  - 10 personalisierbare Chips mit je 3000 Speicherplätzen
  - Midi In/Out für alle Werke
  - Sequenzerfunktionen (u. a. Aufnahme, Wiedergabe, Tonhöhen- und Tempoänderungen)
- Koppeln:
  - Normalkoppeln: II/I, III/I, III/II, I/P, II/P, III/P mechanisch (II/I, III/I, III/II einzeln wahlweise elektrisch)
  - Suboktavkoppeln: II/I, II/II, III/I, III/II, III/III elektrisch
  - Superoktavkoppeln: II/I, II/II, III/I, III/II, III/III, II/P, III/P elektrisch
  - Melodie- und Basskoppel
  - frei programmierbare Koppeln von und zu allen Werken in allen Intervallen und Tonbereichen
- zwei Schwelltritte
- Walze (2fach programmierbar) umschaltbar zw. Walze und 2. Schwelltritt
- Windschweller (für Hw/P, Pos, Sw über 2.Schwelltritt steuerbar)
- Röhrenglocken (freie Zuordnung)
- Tastenfesseln (separat pro Werk)